# Aleksandr Serafimóvich
Aleksandr Serafimóvich (del ruso: Алекса́ндр Серафимо́вич), cuyo verdadero nombre era Aleksandr Serafímovich Popov (Алекса́ндр Серафи́мович Попо́в, 7 de enero de 1863, Nizhnekurmoyarskaya, Imperio ruso-19 de enero de 1949, Moscú, Unión Soviética) fue un escritor ruso y soviético. Fue galardonado con el Premio Stalin en 1943. Era miembro del Partido Comunista Ruso (bolchevique) desde 1918.

## Biografía
Nació en la stanitsa cosaca Nizhnekurmoyarskaya, en el óblast de Don Voisko del Imperio ruso el 7 de enero de 1863. Su padre, cosaco del Don, era pagador de la hueste. Estudió en una escuela de gramática y en la facultad de Fïsica y Matemática de la Universidad de San Petersburgo, donde entablaría amistad con Aleksandr Uliánov, hermano de Vladimir Lenin. Fue exiliado por Alejandro III a Mezén y Pínega, en la gubernia de Arjánguelsk, por distribuir propaganda revolucionaria en la Universidad. En Pínega, donde se convertiría en un convencido marxista, escribió su primer relato, Sobre el hielo (Na ldine, На льдине, Rúskiye Vedomosti, 1889). Al finalizar la condena de exilio vivió bajo vigilancia en el Don. Sus obras de esta época reflejan las dificultades de la vida y el trabajo de los campesinos. 
En 1902 se trasladó a Moscú donde se haría miembro del grupo literario Sreda. Durante la revolución de 1905 continuó describiendo la vida desigual e injusta de los campesinos bajo el gobierno zarista y comenzó a escribir novelas sobre los hombres y mujeres revolucionarios y sus actividades. Durante la Primera Guerra Mundial fue corresponsal del Rúskiye vedomosti en el frente. En 1918 se hizo miembro del partido bolchevique y se le puso al mando de la sección literaria del periódico Izvestia. De esta época es su novela El torrente de hierro, en la que describe una hazaña real de un regimiento (el de Tamán) del Ejército Rojo rodeado por tropas blancas. Asimismo creó una adaptación de esta novela al teatro que fue producida por Nikolái Ojlopkov en el Teatro Realista de Moscú y sirvió como base para algunas de las obras fílmicas de Serguéi Eisenstein. Tras El torrente de hierro, publicó obras sobre la construcción del estado soviético y el desarrollo de la cultura soviética.
De noviembre de 1926 a agosto de 1929 fue redactor jefe del periódico Oktiabria. En 1934 fue escogido para el Presidium de la Unión de Escritores Soviéticos.
Murió en Moscú en 1949 y fue enterrado en el cementerio Novodévichi de la ciudad.

## Premios
- Orden de Lenin (1933)
- Premio Stalin (1943)
- Orden de la Insignia de Honor
- Orden de la Bandera Roja del Trabajo
- Medalla por el trabajo valiente en la Gran Guerra Patria 1941-1945

## Homenaje
En 1949 la Universidad Estatal Pedagógica de Volgogrado tomó su nombre. Una localidad, Ust-Medveditskaya, del óblast de Volgogrado tomó asimismo su nombre. Su nombre se dio a calles de muchas localidades.

## Algunas obras
- Sobre hielo
- El torrente de hierro
- Arena y otras historias
- El pequeño minero
- Bombas